# 보나 (1982년)
보나(본명:최현정, 1982년 6월 11일)는 대한민국의 가수이다.

## 앨범
- 2002년 Chakra3
- 2004년 Hey You
- 2004년 돌아와
- 2004년 짧은여행
- 2004년 Hey U
- 2004년 한
- 2006년 하늘섬